# Mount St. Piran
Mount St. Piran is een berg in Banff National Park in de Canadese provincie Alberta. De berg ligt in de nabijheid van het meer Lake Louise en ligt in het gebergte Bow Range in de Canadian Rockies. De naam komt van Samuel E.S. Allen, die de berg in 1894 vernoemde naar St. Piran.